# لئونارد گارد
لئونارد گارد (انگلیسی: Leonard Geard؛ زادهٔ ۱۲ فوریهٔ ۱۹۳۴) بازیکن فوتبال اهل بریتانیا است.
از باشگاه‌هایی که در آن بازی کرده‌است می‌توان به باشگاه فوتبال کترینگ تاون، باشگاه فوتبال فولام، و باشگاه فوتبال برنتفورد اشاره کرد.